# Ivo Grüner
Ivo Grüner (* 20. prosince 1969 Plzeň) je český politik, v letech 2008 až 2024 zastupitel Plzeňského kraje (v letech 2008 až 2020 také náměstek hejtmana), od roku 1998 zastupitel a místostarosta obce Žihle v okrese Plzeň-sever.

## Život
V letech 1984 až 1986 studoval na Gymnáziu Plasy a následně byl v letech 1986 až 1989 studentem Střední zemědělské školy v Plasích. V 90. letech 20. století se živil jako zootechnik v Zemědělském obchodním družstvu Bílov (1993–1995) a v akciové společnosti Žihelský statek (1995–1998).
Mezi roky 1998 a 2002 byl asistentem poslance (a zároveň svého otce) Václava Grünera, v letech 2002 až 2008 pracoval v Českomoravské stavební spořitelně (nejprve jako obchodní zástupce a později jako obchodní ředitel).
Ivo Grüner je ženatý a má tři děti. Mezi jeho koníčky patří fotbal, basketbal, stolní tenis, střelectví, cestování a zahraniční vztahy. Žije v obci Žihle v okrese Plzeň-sever.

## Politické působení
V roce 1997 vstoupil do České strany sociálně demokratické (od roku 2023 Sociální demokracie). Za stranu neúspěšně kandidoval v komunálních volbách v roce 1998 do Zastupitelstva obce Žihle (skončil jako první náhradník). Obecním zastupitelem se tak stal až po volbách v roce 2002, když vedl kandidátku ČSSD. Mandát pak obhájil ve volbách v letech 2006, 2010 2014 a 2018 (ve všech případech byl lídrem kandidátky). Od roku 1998 je navíc nepřetržitě místostarostou obce.
V krajských volbách v letech 2000 a 2004 kandidoval za ČSSD do Zastupitelstva Plzeňského kraje, ale ani jednou neuspěl. Krajským zastupitelem se tak stal až po volbách v roce 2008. Navíc se v roce 2008 stal náměstkem hejtmana pro oblast regionálního rozvoje, fondů EU a informatiku. Mandát krajského zastupitele pak obhájil jak ve volbách v roce 2012, tak v roce 2016. Působil také jako předseda Výboru Regionální rady Regionu soudržnosti NUTS II Jihozápad. Dne 21. listopadu 2016 byl opět zvolen náměstkem hejtmana pro oblast regionálního rozvoje, fondů EU a informatiky.
V krajských volbách v roce 2020 byl lídrem ČSSD v Plzeňském kraji, mandát krajského zastupitele se mu podařilo obhájit. Jeho strana se však nestala součástí nové krajské koalice, a tak musel v listopadu 2020 opustit funkci náměstka hejtmana. Ve volbách v roce 2024 obhajoval jako člen SOCDEM mandát krajského zastupitele. Strana však získala pouze 2,50 % hlasů a do zastupitelstva se vůbec nedostala.
V červenci 2025 SOCDEM opustil kvůli jejímu vyjednávání o společné kandidatuře s hnutím Stačilo!.